# Лонгсюєн
Лонгсюєн (listenⓘ, в'єт. Long Xuyên) — місто на південному заході В'єтнаму, столиця провінції Анзянг, у регіоні дельти Меконга. Населення Лонгсюєна за підсумками перепису 2007 року становило майже 300 000 осіб. Площа становить 130 км². Друге за рівнем життя місто у південно-західному В'єтнамі після Кантхо.

## Географія
Розташоване за 1950 кілометрів від Ханоя, за 189 кілометрів від Хошиміна і за 45 кілометрів від кордону з Камбоджею.

### Клімат
Місто знаходиться у зоні, котра характеризується мусонним кліматом. Найтепліший місяць — квітень із середньою температурою 28.9 °C (84 °F). Найхолодніший місяць — січень, із середньою температурою 25.6 °С (78 °F).
| Клімат Лонгсюєна        | Клімат Лонгсюєна | Клімат Лонгсюєна | Клімат Лонгсюєна | Клімат Лонгсюєна | Клімат Лонгсюєна | Клімат Лонгсюєна | Клімат Лонгсюєна | Клімат Лонгсюєна | Клімат Лонгсюєна | Клімат Лонгсюєна | Клімат Лонгсюєна | Клімат Лонгсюєна | Клімат Лонгсюєна |
| Показник                | Січ.             | Лют.             | Бер.             | Квіт.            | Трав.            | Черв.            | Лип.             | Серп.            | Вер.             | Жовт.            | Лист.            | Груд.            | Рік              |
| Абсолютний максимум, °C | 34               | 35               | 36               | 37               | 37               | 36               | 36               | 34               | 33               | 33               | 34               | 33               | 37               |
| Середній максимум, °C   | 30               | 31               | 32               | 33               | 33               | 32               | 31               | 31               | 30               | 30               | 30               | 30               | 31               |
| Середня температура, °C | 25               | 26               | 27               | 28               | 28               | 27               | 27               | 27               | 27               | 27               | 27               | 26               | 27               |
| Середній мінімум, °C    | 21               | 22               | 22               | 24               | 23               | 23               | 23               | 23               | 24               | 24               | 24               | 22               | 23               |
| Абсолютний мінімум, °C  | 15               | 17               | 17               | 19               | 18               | 18               | 19               | 20               | 20               | 19               | 17               | 16               | 15               |
| Норма опадів, мм        | 10               | 0                | 10               | 50               | 160              | 180              | 220              | 190              | 280              | 240              | 170              | 50               | 1610             |
| Днів з дощем            | 1                | 0                | 1                | 4                | 5                | 12               | 13               | 12               | 13               | 12               | 10               | 3                | 90               |
| Вологість повітря, %    | 70               | 64               | 64               | 66               | 77               | 79               | 76               | 83               | 79               | 78               | 78               | 74               | 74               |
| ----------------------- | ---------------- | ---------------- | ---------------- | ---------------- | ---------------- | ---------------- | ---------------- | ---------------- | ---------------- | ---------------- | ---------------- | ---------------- | ---------------- |
| Джерело: Weatherbase    |                  |                  |                  |                  |                  |                  |                  |                  |                  |                  |                  |                  |                  |

## Економіка
Лонгсюєн достатньо розвинений у мерчандайзинзі (в основному у торгівлі рисом) і у рибообробній індустрії (більше шести заводів, на яких працюють понад 10 000 осіб).

## Освіта

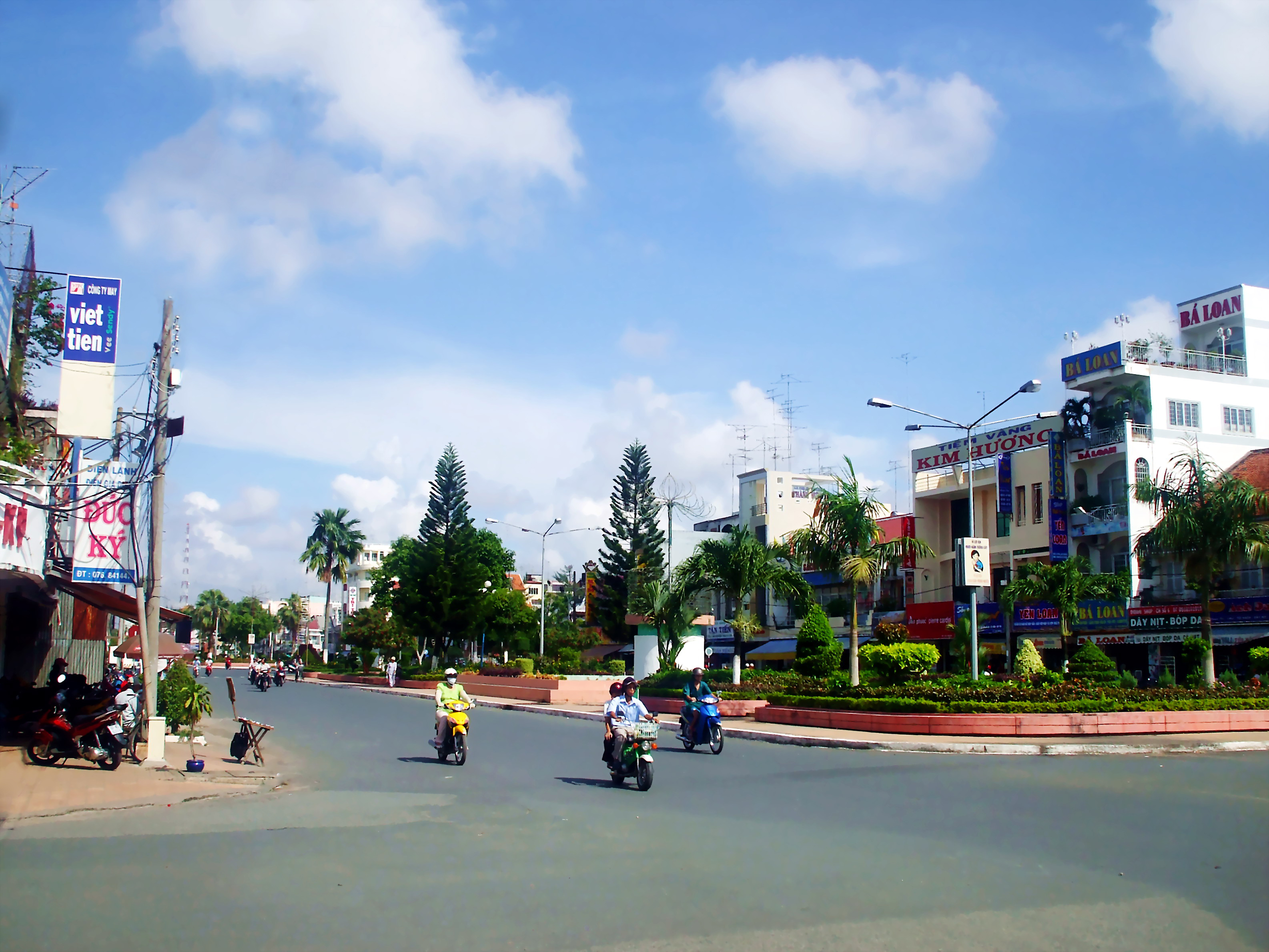
Одна з центральних вулиць міста

У місті Лонгсюєн розташований Університет Анзянг (другий за розміром у Дельті Меконгу) і Коледж підготовки вчителів. В університеті Анзянг навчаються понад 8000 студентів за наступними напрямками: педагогіка, сільське господарство, ідеологія марксизму-ленінізму, економіка, IT.
У місті три школи, що навчають старші класи. У найбільшій з них — Тхоай Нгок Хау — навчаються більш ніж 2000 учнів.

## Культура та звичаї
Лонгсюєн — центр релігії хоа-хао. Багато і католицьких церков.
Місцеві страви включають в себе стандартні в'єтнамські, але з деякими специфічними для даного регіону змінами.
Через місто проходить потік туристів, що прямують у Тяудок — одну з головних зупинок на шляху до Камбоджі. Однак, у Лонгсюєні туристи зупиняються рідко.
Храм Ба Тюа Су — священне місце, яке відвідубть люди, котрі моляться про фінансовий успіх. Кожен березень на вершині гори Сем проходить релігійний фестиваль Ба Тюа Су.

## Уродженці
- Нгуен Нгок Тхо — віце-президент Республіки В'єтнам (до 30 квітня 1975 року).
- Тон Дик Тханг — глава Комуністичної партії, президент Демократичної республіки В'єтнам (Північний В'єтнам), пізніше — президент Соціалістичної Республіки В'єтнам.
- Ле Куанг Вінь — воєначальник.